# Diatesi passiva (lingua italiana)
La diatesi passiva in lingua italiana viene formata in diversi modi. Quello più usuale consiste nel premettere le diverse voci dell'ausiliare essere al participio passato:
- mangia → è mangiato
- mangiò → fu mangiato
- hai mangiato → sei stata mangiata

Il modo più comune e frequente deriva la diatesi passiva dalla forma attiva del verbo, secondo il seguente schema:
1. il soggetto della forma attiva diventa il complemento di agente (o il complemento di causa efficiente) della forma passiva;
2. il verbo principale viene espresso nella diatesi passiva, formata dall'unione del verbo ausiliare "essere" e del participio passato del verbo principale;
3. il complemento oggetto della forma attiva diventa il soggetto della forma passiva.

Il complemento di agente è introdotto dalla preposizione da (semplice o articolata).
Ad esempio:
Il lupo mangia l'agnello. → l'agnello è mangiato dal lupo.
1. lupo è il soggetto, che diventa complemento di agente;
2. mangia è il verbio principale, che diventa "è mangiato" nella diatesi passiva (ausiliare "essere" + participio passato "mangiato" del verbo principale);
3. agnello è il complemento oggetto della frase principale, che diventa il soggetto nella diatesi passiva.

Esistono altri modi di formare la diatesi passiva in italiano con leggere varianti di significato e, talvolta, con migliore resa espressiva. Solo con i tempi che richiedono ausiliari di forma semplice, possono essere usati venire, andare, stare, restare, rimanere, finire.
Franco viene lodato.
Significa è lodato. Sarebbe scorretto Franco è venuto lodato.
L'edificio andò distrutto
Significa fu distrutto.
Finì ucciso in un agguato.
Significa fu ucciso.
Il verbo andare può avere significato deontico:
La fattura va pagata.
Significa deve essere pagata.
La diatesi passiva è formata anche tramite la particella pronominale si (detto "si passivante"), che viene premessa alla terza persona singolare o plurale del verbo di forma attiva:
Ed ecco che si sentì un'esplosione.
Significa fu sentita.
Ed è qui che si costruirà la torre.
Significa sarà costruita.
Il "si passivante" rende impersonale la frase, dato che la costruzione non specifica chi commette l'azione (complemento di agente o soggetto):
Di qui si vede tutto.
Significa uno può vedere, la gente può vedere.
Si accesero le luci.
Significa qualcuno accese, furono accese.
Questa caratteristica fa in modo che il "si passivante" venga spesso usato nelle inserzioni commerciali, dove la particella, per ragioni di spazio, viene collocata alla fine del verbo, con cui forma un'unica parola. Se il verbo è presente alla terza persona plurale, l'unione con la particella -si gli fa perdere l'ultima vocale:
Affittansi scarponi da sci.
Vendonsi appartamenti.
Forme come Affittasi appartamenti o Vendesi appartamenti sono scorrette, poiché ad un soggetto plurale non corrisponde un predicato al plurale.